# SE Picos
Die Sociedade Esportiva de Picos ist ein Fußballverein aus Fortaleza im brasilianischen Bundesstaat Piauí. Der Klub wurde am 8. Februar 1976 gegründet.

## Herrenfußball
Ab 1977 trat der Klub in der regionalen Staatsmeisterschaft von Piauí an. Am 6. März gab SEP sein Debüt. Man empfing den Fluminense EC und trennte sich 0:0. Seinen ersten Erfolg konnte der Klub im fünften Spiel feiern. Die Partie zuhause gegen den Piauí EC konnte mit 3:1 gewonnen werden. Seitdem spielt der Klub mit wenigen Unterbrechungen in einer der Ligen der Staatsmeisterschaft. Seine erfolgreichste Zeit hatte er bislang in den 1990er Jahren. In denen die Staatsmeisterschaft vier Mal gewonnen werden konnte. Das Mal 1991, als man im Finale am 17. Dezember beim Ríver AC mit 1:0 siegreich war.
Über gute Platzierungen in der Staatsmeisterschaft qualifizierte sich der Klub für die Teilnahme an nationalen Wettbewerben. So brachte der Erfolg von 1991 zu seiner bislang einzigen Teilnahme an der Série B, der zweithöchsten Spielklasse im brasilianischen Fußball. Bei der Divisão Classificatória 1992 hatte der Ríver AC seine Teilnahme abgesagt und der SEP konnte als deren Ersatz antreten. Man startete in der Gruppe A mit acht Teilnehmern. Die besten drei aus dieser zogen in die zweite Runde ein. Der Klub belegte am Ende mit drei Siegen, acht Unentschieden und drei Niederlagen bei 10:14 Toren den fünften Platz und schied aus dem Turnier aus. Mit den Jahren folgten noch Beteiligungen an der dritten Liga, der Série C, sowie an der vierten, der Série D.
Beim Copa do Brasil, dem nationalen Pokalwettbewerb, trat der SEP bislang fünf Mal in Erscheinung. Das erste Mal beim Copa do Brasil 1992. In der ersten Runde war der Fluminense FC aus Rio de Janeiro der Gegner, gegen welchen der Klub in beiden Spielen mit 2:4 und 2:1 unterlag. Auch die weiteren Auftritte endeten jeweils in der ersten Runde. Nur beim letzten, beim Copa do Brasil 2021, kam Picos nach einem 1:0–Erfolg über Atlético Acreano in die zweite Runde. Hier schied man dann mit demselben Ergebnis gegen den Boavista SC aus.

### Teilnahme an Fußballwettbewerben
| Wettbewerb                          | Teilnahmen                                                              |
| ----------------------------------- | ----------------------------------------------------------------------- |
| Copa do Brasil                      | 05× – 1992, 1998, 1999, 2010, 2021                                      |
| Série B                             | 01× – 1992                                                              |
| Série C                             | 05× – 1995, 1997–1999, 2008                                             |
| Série D                             | 01× – 2021                                                              |
| Staatsmeisterschaft                 | 29× – 1977–1980, 1982, 1991–2003, 2008–2013, 2016–2017, 2020–2021, 2024 |
| Staatsmeisterschaft Segunda Divisão | 07× – 2005, 2007, 2015, 2019, 2022–2023, 2025                           |
| Staatspokal                         | 04× – 2006, 2008, 2009, 2013                                            |

### Erfolge Herren
- Staatsmeisterschaft von Piauí: 1991, 1994, 1997, 1998
- Staatsmeisterschaft von Piauí – Segunda Divisão: 2007, 2019

## Frauenmannschaft
Für den SEP trat auch eine Damenauswahl bei Wettbewerben an. Dieses mindestens 2013, als diese die Staatsmeisterschaft der Frauen gewann sowie 2014. In dem Jahr nahm der Klub am Copa do Brasil als Staatsmeister des Vorjahres teil.
Beim Copa do Brasil de Futebol Feminino 2014 traf SEP in der ersten Runde auf den EC Comercial. Man konnte sich in beiden Spielen souverän mit 5:0 und 7:0 durchsetzen. Mit Erfolgen über Duque de Caxias FC (2:0 und 2:3) sowie die AA ESMAC erreichte der Klub das Halbfinale. Hier schied SEP dann gegen Ferroviária aus (0:2, 0:3).
Ein Bestand der Mannschaft ist nicht nachgewiesen.